# استفتاء مكافحة الفساد الكولومبي 2018
استفتاء مكافحة الفساد الكولومبي عُقد في كولومبيا في 26 أغسطس 2018. وسُئل الناخبون عما إذا كانوا يوافقون على سبعة مقترحات تهدف إلى الحد من الفساد هي: تحديد عدد فترات ولاية السياسيين على جميع المستويات إلى ثلاثة، مطالبة المرشحين في الانتخابات بالإفصاح عن أصولهم وممتلكات أقاربهم، مطالبة السياسيين المنتخبين بالإفصاح عن أنشطتهم ومصالحهم الخاصة، شرط لعقد جلسات استماع عامة بشأن الميزانيات، شرط طرح جميع عقود القطاع العام للمناقصة، إلغاء حق الإفراج المشروط عن الأشخاص المدانين بالفساد، تخفيض الحد الأقصى لرواتب الموظفين العموميين والسياسيين من أربعين ضعف الحد الأدنى للأجور إلى خمسة وعشرين مرة.
من أجل أن تكون النتائج ملزمة قانونًا، كان يجب أن تكون نسبة إقبال الناخبين على الأقل ثلث الناخبين المسجلين (12.1 مليون). أدلى 11.7 مليون ناخب فقط (32٪) بأصواتهم.

## خلفية
كان الاستفتاء نتيجة لحملة تسمى «استشارة شعبية لمكافحة الفساد» من قبل السناتور كلوديا لوبيز هيرنانديز وأنجيليكا لوزانو كوريا من حزب التحالف الأخضر. بموجب الدستور يمكن إجراء استفتاء إذا وقع 5٪ من الناخبين المسجلين على عريضة لصالحها. بين 24 يناير و26 يوليو 2017 تم جمع ما مجموعه 4.236.682 توقيعًا، مع الاعتراف بصلاحية 3.092.238 من قبل السجل المدني الوطني، وهذا الرقم فوق عتبة 5٪ (1،762،083). وافق مجلس الشيوخ على إجراء الاستفتاء في 5 يونيو 2018 بتصويت 84-0، مع توقيع الرئيس خوان مانويل سانتوس المرسوم 1028/2018 في 18 يونيو لإجراء الاستفتاء.

## الحملة الانتخابية
أيد العديد من السياسيين كلمة «نعم» في الاستفتاء، وانتشر مقطع فيديو موسيقي ساخر بأسلوب الريجيتون على نطاق واسع على وسائل التواصل الاجتماعي في البلاد قبل التصويت، باستخدام مقاطع من هؤلاء السياسيين. أيد الرئيس إيفان دوكي الاستفتاء على الرغم من أن معلمه ألبارو أوريبي بيليث لم يفعل ذلك، قائلاً إنه يفضل مناقشة تدابير مكافحة الفساد في الكونجرس. في وقت الاستفتاء كان أوريبي واحدًا من عدة سياسيين كولومبيين يخضعون للتحقيق في مزاعم فساد. بالإضافة إلى ذلك تم تقديم ستة من المقترحات السبعة مسبقًا إلى الكونغرس، وتم التصويت عليها جميعًا. في 9 أغسطس 2018 قدم دوكي عدة حزم إلى الكونجرس، بما في ذلك ثلاث حزم تغطي مناطق التصويت. لم يقم حزب الوسط الديمقراطي الذي يمثل رئيسه بحملة نشطة للتصويت قبل الاستفتاء.

## النتائج
من أصل 11.7 مليون صوت تم الإدلاء بها، أيد 99٪ التعديلات. ومع ذلك جاء الاستفتاء أقل من 470 ألف صوت من 12.1 مليون صوت المطلوبة لاعتمادها من قبل الدستور الكولومبي، مما أدى إلى استبعاد التصويت بسبب عدم اكتمال النصاب القانوني.